# Pippi Långstrump (musikal)
Pippi Långstrump är en musikal baserad på Astrid Lindgrens böcker om flickan med samma namn. Staffan Götestam svarade för regin och på Astrid Lindgrens begäran spelades Pippi av Siw Malmkvist.
Föreställningen spelades med stor framgång[källa behövs] på Folkan i Stockholm mellan åren 1980 och 1981. Sommaren 1981 fortsatte musikalen på turné i folkparkerna och 1983 sändes föreställningen i TV.
Under 1990-talet har musikalen spelats med Pernilla Wahlgren i titelrollen som Pippi.

## Ursprungliga rollistan
- Siw Malmkvist - Pippi
- Bengt Stenberg - Tommy
- Pernilla Wahlgren - Annika
- Gunnar Ernblad - Kling
- Hans Wahlgren - Klang
- Ulf Brunnberg - Dunder-Karlsson
- Sune Mangs - Blom
- Meg Westergren - Prussiluskan

Bland barnskådespelarna märktes bland andra Kristin Kaspersen och Malin Berghagen. Lars Kühler gjorde koreografin.

## Musik
Musiken ur föreställningen gavs ut på LP-skiva 1980.